# Axel Ståhle
Axel Reinhold Ståhle (Helsingborg, 1 de fevereiro de 1891 -  21 de novembro de 1987) foi um ginete e oficial, campeão olímpico. 

## Carreira
Axel Ståhle representou seu país nos Jogos Olímpicos de 1924, na qual conquistou a medalha de ouro no salto por equipes em 1924. 